# Giuseppe Angelico
Giuseppe Angelico, detto anche Giuseppin, Pinin o più semplicemente Gioannin (Ronco Biellese, 6 settembre 1930 – Ronco Biellese, 6 settembre 2009), è stato un imprenditore italiano.
Il suo gruppo, il "Lanificio Angelico", si trasformò in pochi anni da semplice laboratorio di tessitura artigiana, ad azienda di prestigio nel panorama tessile biellese, esportando i suoi prodotti in tutti i paesi del mondo.

## La carriera: dagli inizi dell'attività alla crisi con l'Oriente
La nascita di quest'azienda comincia a prendere corpo e piede, subito nell'immediato dopoguerra, agli inizi degli anni cinquanta. L'esperienza dei fondatori si combina presto allo spirito con cui le nuove generazioni, sono dedite e impegnate a proseguire il cammino intrapreso antecedente dai loro padri. L'obiettivo fra l'altro di Angelico, nato in un paesino alle porte di Biella come Ronco Biellese il 6 settembre del 1930, in un periodo in cui gli spettri della Seconda guerra mondiale erano ancora lontani, era quello di dare un marchio prestigioso ad un materiale come il tessile che vivrà un momento di grande sviluppo negli anni sessanta e settanta, grazie anche ad un percorso scandito dall'abilità dei professionisti qualificati, dalla cultura dello stile, dalla scelta dei materiali, con la selezione delle stoffe migliori, dalle ottime materie prime di prima qualità. La sede sociale ed il moderno stabilimento è situato presso Ronco Biellese, dove il proprietario proviene, in un ambiente con umidità e temperatura costante, dove si lavora per il filato appunto. Dalla metà degli anni novanta anche la zona del Biellese è colpita dalla grave crisi del settore, che ha riguardato tutta la zona del nord d'Italia come anche la città di Como, e quella del Centro Italia Prato, in Toscana: la crisi è dovuta anche e soprattutto in primis al crescente fenomeno della globalizzazione, e quindi ad una maggior apertura del mercato e della competitività con i paesi dell'Oriente, come Cina e le due Coree solo per citarne alcune. Questo ha fatto soffrire molto l'economia dell'Italia, e anche l'andamento dell'industria locale: solamente l'intervento degli enti locali e della Regione Piemonte ha permesso maggiori investimenti e finanziamenti per cercare di ritrovare un maggior equilibrio.

## Il successo del Gruppo nel mondo e i punti vendita
Nel corso di questi ultimi cinque decenni, sono aumentati i punti vendita, a livello mondiale e anche i capi ed i prodotti che contraddistinguono il Made in Italy e lo stile di questa marca.
Europa
Compresa l'Italia, sono 23 in totale i punti vendita presenti in Europa: Germania, Francia, Svizzera, Portogallo, Gran Bretagna, Paesi Bassi, Ungheria, Repubblica Ceca, Spagna, Andorra, Slovenia, Austria, Irlanda, Malta, Grecia, Croazia, Belgio, Lituania, Russia, Romania, Svezia e Turchia.
Asia
Sette i punti vendita nel continente concorrente e maggiormente competitivo in questo campo: oltre a Corea e Giappone, troviamo Taiwan, Hong Kong, India, Siria e Dubai.
Africa
Sono cinque: Sudafrica, Marocco, Tunisia, Egitto e le Seychelles
Oceania
Due i punti vendita in Australia ed in Nuova Zelanda
America
Sono quattro: USA, Canada, Messico e Cile

## Angelico e lo Sport: un binomio vincente, specie nel basket
Dopo molti anni di sponsorizzazione dell'azienda, e collaborazione con le varie realtà locali tra cui in prima fila il calcio, nell'estate del 2005, viene stipulato l'accordo con la squadra della Pallacanestro Biella, militante in Lega Basket maschile diventando lo sponsor principale, con il logo della ditta impresso sulle maglie (il main sponsor), ed il lanificio, oltre ad avere maggiori introiti, avrà sempre di più una maggiore rilevanza nazionale: nell'ultima stagione 2008/2009, la squadra infatti allenata dal coach Luca Bechi conclude la regular season al settimo posto della graduatoria, centrando il miglior risultato della sua storia di sempre e arriva sino alle semifinali dei play-off scudetto dove s'inchinerà soltanto al fortissimo Armani Milano, mancando per un soffio il traguardo delle finali. L'accordo dovrebbe rimanere valido sino alla stagione 2012/2013.

## L'ultimo periodo di vita
L'estate 2009 appare molto tranquilla, come al solito con la passione del lavoro: Giuseppe Angelico, controlla come procede il lavoro e fissa dei nuovi piani e strategie per la sua azienda, anche nel mese di agosto. Ad inizio di settembre però comincia a non sentirsi bene: viene colpito da primi sintomi di tumore e viene ricoverato presso la clinica "La Vialarda" di Biella: purtroppo gli viene diagnosticato un tumore al cervello e dopo alcuni giorni d'agonia, poco dopo le 13.00 del 6 settembre 2009 muore, nello stesso giorno in cui, destino della sorte, era nato 79 anni fa nella sua Ronco Biellese: era assistito dai suoi famigliari più stretti al momento del decesso (in primis dai tre figli, designati già da tempo eredi diretti dell'azienda di famiglia).